# Вилхелм VI (Монферат)
Вижте пояснителната страница за други личности с името Вилхелм.
Вилхелм VI (на италиански: Guglielmo di Monferrato; на немски: Wilhelm VI, † 17 септември 1225) е маркграф на Монферат в Италия.
Той произлиза от фамилията Алерамичи и е най-големият син на Бонифаций Монфератски и първата си съпруга Елена ди Боско. Брат е на Агнеса († 1208), която през 1207 г. сe омъжва за император Хенрих Фландърски († 1216) и полубрат на Деметрий († 1230), който последва баща им като крал на Солун.
През октомври 1201 г. баща му Бонифаций предава властта на Маркграфство Монферат на Вилхелм VI и отива 1202 г. като ръководител на Четвъртия кръстоносен поход. Баща му, вече крал на Солун, е убит на 4 септември 1207 г. от българите.
Вилхелм VI е привърженик на императорската фамилия Хоенщауфен.
През 1212 г. той преминава на страната на младия Фридрих II и му помага при пътуването му през Ломбардия по пътя за Германия. Фридрих II го назначава за викар за Бургундия (regnum Arelat), което му донася вражеско отношение от графовете на Савоя, Прованс и Тулуза. На Четвъртия Латерански събор той защитава през 1220 г. като адвокат интересите на императора против Ломбардския съюз.
През декември 1224 г. той тръгва от Бриндизи за Гърция, за да помогне на брат си Деметрий, чието кралство е завладяно още през 1223 г. от деспотa на Епир Теодор Комнин. Вилхелм не може да му помогне и умира в Алмирос (област Магнисия) през септември 1225 г. от висока температура. Според слухове той е отровен. Кралството Солун остава на фамилията му само като титла.

## Семейство и деца
Вилхелм се жени през 1187 г. за София Швабска, дъщеря на император Фридрих I Барбароса. Тя умира същата година. На 9 август 1202 г. той се жени за Берта ди Клавесана (ок. 1180-1224), дъщеря на маркиз Бонифаций ди Клавесана, граф на Кортемиля, и има с нея няколко деца:
- Бонифаций II († 1253), маркграф на Монферат
- Беатрикс († 1274), 1. ∞ 1219 за Ги VI дофин на Виен († 1237); 2. ∞ за Гуидо II от Боже
- Аликс († пр. април 1233), ∞ 1229 за крал Хайнрих I от Кипър
- ? Елена, наследничка на Солун, ∞ за Гуглиелмо да Верона, господар на Евбея
- ? Одоне ди Тоненго († 1250/51), кардинал-дякон на Сан Никола в Карцере Тулиано и кардинал-епископ на Порто-Санта Руфина